# 柳宗芳
柳宗芳（?—?），字汝馨，號芷汀，贵州印江人，清政治人物、進士出身。

## 生平
咸豐九年（1859年）己未科進士，三甲三十九名，后四川即用知縣。